# St. Stephens
St. Stephens è un CDP non incorporato, sito nello Stato dell'Alabama negli Stati Uniti d'America. Dal censimento del 2010 risulta abitato da una popolazione di 495 persone. Si trova vicino al fiume Tombigbee nella parte sud-ovest dello Stato e a 67 miglia a nord di Mobile ed è composta da due distinte parti: Old St. Stephens e New St. Stephens.
Old St. Stephens (Vecchia St. Stephens) si trova sulla riva del fiume ed è oggi disabitata. In passato fu il capoluogo del Territorio dell'Alabama. Ora il suo territorio è ricompreso nel Parco storico della vecchia St. Stephens ed è classificato nel Registro nazionale delle località storiche.
Cambiamenti del capoluogo territoriale e dei trasporti hanno fatto sì che la Old St. Stephens sia stata superata dallo sviluppo. "New" St. Stephens si è sviluppata per due miglia intorno alla stazione ferroviaria, ma vicino alla vecchia cittadina. Vi si trovano l'ufficio postale e le sedi delle chiese battista e metodista. Ha un edificio elencato nel Registro nazionale e un altro sull'Alabama Register of Landmarks and Heritage.

## Note

Posizione di St. Stephens nella contea di Washington (Alabama)